# Mariana e il marokino
Mariana e il marokino è un album di Benito Urgu che raccoglie delle gag registrate in studio nei primi anni '80. L'album è una parodia della celebre telenovela messicana Anche i ricchi piangono. Uscito inizialmente in musicassetta, è stato ristampato su CD nel 2003 da Frorias Edizioni.

## Tracce
Tutti i brani e le gag sono di Benito Urgu.
1. Mariana e il marokino (Parte Prima) – 25:39
2. Il marokino e Mariana (Parte Seconda) – 23:03